# Marcello Mugnaini
Marcello Mugnaini (né le 12 novembre 1940 à Montemignaio, dans la province d'Arezzo en Toscane) est un coureur cycliste des années 1960. 

## Biographie
Après une carrière amateurs qu'il débute à l'UISP (Union italienne du sport populaire) avant de s'affilier à l'UVI (Union vélocipédique italienne), il passe professionnel en 1964. Il remporte une étape dans plusieurs grandes compétitions internationales : Tour de France, Tour d'Italie, Tour de Suisse, Tour de l'Avenir. Jeune coureur, il a participé en 1959 et 1960 au Grand Prix cycliste de L'Humanité.
Son frère Gabriele Mugnaini de dix ans son cadet est coureur professionnel dans les années 1970. 

## Palmarès

### Palmarès amateur
- 1959
  - 3e du Grand Prix cycliste de L'Humanité
- 1962
  - Trophée Minardi
  - 2e du Championnat d'Italie amateurs
  - 2e du Tour de la Vallée d'Aoste
  - 3e du Gran Premio della Liberazione
- 1963
  - 6e étape du Tour de l'Avenir[1]
  - Tour du Latium (coures par étapes amateurs)[2] :
    - Classement général
    - 2e étape

  - Forence-Consuma (contre-la-montre)[3]
  - 3e du Gran Premio Pretola
  - 4e du Tour de l'Avenir[4]

### Palmarès professionnel
| - 1964 - 8e étape du Tour d'Italie - 3e du Tour de Romagne - 6e du Championnat de Zurich - 7e du Tour d'Italie - 1965 - 6e étape du Tour de Suisse - 3e du Tour de Suisse - 4e du Tour d'Italie - 9e du Tour de Lombardie | - 1966 - 12e étape du Tour de France - 5e du Tour de France - 1967 - 21e étape du Tour d'Italie |  |

## Résultats sur les grands tours

### Tour de France
2 participations
- 1966 : 5e, 1 etape
- 1967 : abandon (13e étape)

### Tour d'Italie
4 participations
- 1964 : 7e, 1 etape
- 1965 : 4e
- 1966 : 14e
- 1967 : 14e, 1 etape

## Résultats divers
- 1963: 2e du Grand Prix Sportsman[5]